# Мьюзик
«Мью́зик» (англ. Music; с англ. — «Музыка») — американский музыкально-драматический фильм, снятый певицей и автором песен Сией. Сценарий был написан в соавторстве с детским писателем Далласом Клейтоном, а также[уточнить] кинозвёздами Кейт Хадсон, Мэдди Зиглер и Лесли Одом младшим.

## Сюжет
Торгующая наркотиками Зу (Кейт Хадсон) оказывается единственным опекуном своей несовершеннолетней аутичной сводной сестры-подростка Мьюзик (Мэдди Зиглер), которую до своей смерти воспитывала её бабушка. Зу — свободолюбива и едва ли может позаботиться о себе, не говоря об уходе и заботе о своей сестре. Зу борется с этой новой ответственностью, но вскоре узнает, что жизненные препятствия облегчаются с небольшой помощью своего друга, Эбо (Лесли Одом младший), соседа, чья собственная семейная история делает его тем, у кого Зу может учиться и на которого можно положиться.

## В ролях
- Кейт Хадсон — Зу
- Мэдди Зиглер — Мьюзик
- Лесли Одом-младший — Эбо
- Эктор Элизондо — Джордж
- Мэри Кей Плейс — Милли[4]
- Брэндон Су Ху[англ.] — Таннер[5]
- Тиг Нотаро[англ.] — телеведущая
- Бето Кальвильо — Феликс[6]
- Бен Шварц[7]
- Джульетт Льюис

## Предпосылки и развитие
На Венецианском кинофестивале 2015 года Сиа объявила о кинопроекте  с Мэдди Зиглер в главной роли, которая участвовала в съёмках музыкальных клипов Сии, снятых совместно с Дэниелом Аскиллом и которая танцевала во время живых выступлений Sia. После создания видеоклипа на «Chandelier» в 2014 году Сиа решила, что она «достаточно хорошо справляется» с режиссурой и «чувствовала себя намного смелее». Сценарий фильма был написан Сиа и автором детских книг Далласом Клейтоном в соавторстве с одностраничным рассказом, написанным ею в 2007 году Сиа наслаждалась творческим процессом и отметила сходство между постановкой и написанием песен. Она сказала:
Для меня процесс был в основном, я работаю над фильмом. Я разыграю это, у меня уже будет диалог в голове... Я не хочу изучать Final Draft... Например, когда я пою, я просто хочу спеть мелодию и написать текст. Я не хочу заниматься производством, это очень технический вопрос. Мне это не нравится. 
Проект, изначально задуманный не как мюзикл, впоследствии был написан как мюзикл с песнями Сии и хореографией её постоянного соавтора Райана Хеффингтона. Сначала ему дали рабочее название Sister, затем переименовали в Music Кейт Хадсон и Лесли Одом-младший присоединились к Зиглер в качестве коллег Фильм снят в середине 2017 года. В то время Зиглер было 14 лет.

## Планируемый выпуск
В 2019 году Сиа заявила, что фильм должен выйти в прокат в октябре того же года. По состоянию на июнь 2020 года ожидалось, что он будет выпущен в 2020 году, но IMAX объявила о выпуске в феврале 2021 года.
Продюсеры фильма объявили, что HanWay Films занимается глобальными продажами. Выпуск музыки запланирован на 4 февраля 2021 года в РФ компанией Парадиз и 14 января 2021 года в Австралии компанией StudioCanal а в США, Великобритании, Германии и Австрии — в феврале 2021 года. Планируется, что фильм выйдет на форматах DVD и Blu-ray в марте 2021 года

## Саундтрек
Сиа написала 10 песен для фильма, все из которых вошли в ее будущий студийный альбом Music: Songs From and Inspired by The Motion Picture, который выйдет вместе с фильмом в феврале 2021 года. Она выпустила свою версию «Together» в качестве главного сингла из саундтрека 20 мая 2020 года. Второй сингл «Courage to Change» был выпущен 24 сентября 2020 года. Актёрская версия саундтрека должна выйти в конце 2020 или начале 2021 года.

## Критика
После выхода первого трейлера фильма в ноябре 2020 года Сиа подверглась критике в социальных сетях за то, что Мэдди Зиглер, а не актриса с аутизмом играла главную героиню в фильме. Сиа ответила критикам в Твиттере. Люси Кросс Уоллес, которая идентифицирует себя как аутичного человека, написала в журнале Spiked, что, не посмотрев фильм, критики в Твиттере дали несоразмерный ответ на этот вопрос.
Фильм получил три антипремии «Золотая малина — 2021». Исполнительница главной роли Кейт Хадсон названа худшей актрисой, Мэдди Зиглер — худшей актрисой второго плана, Сия — худшим режиссёром.